# Za'atar

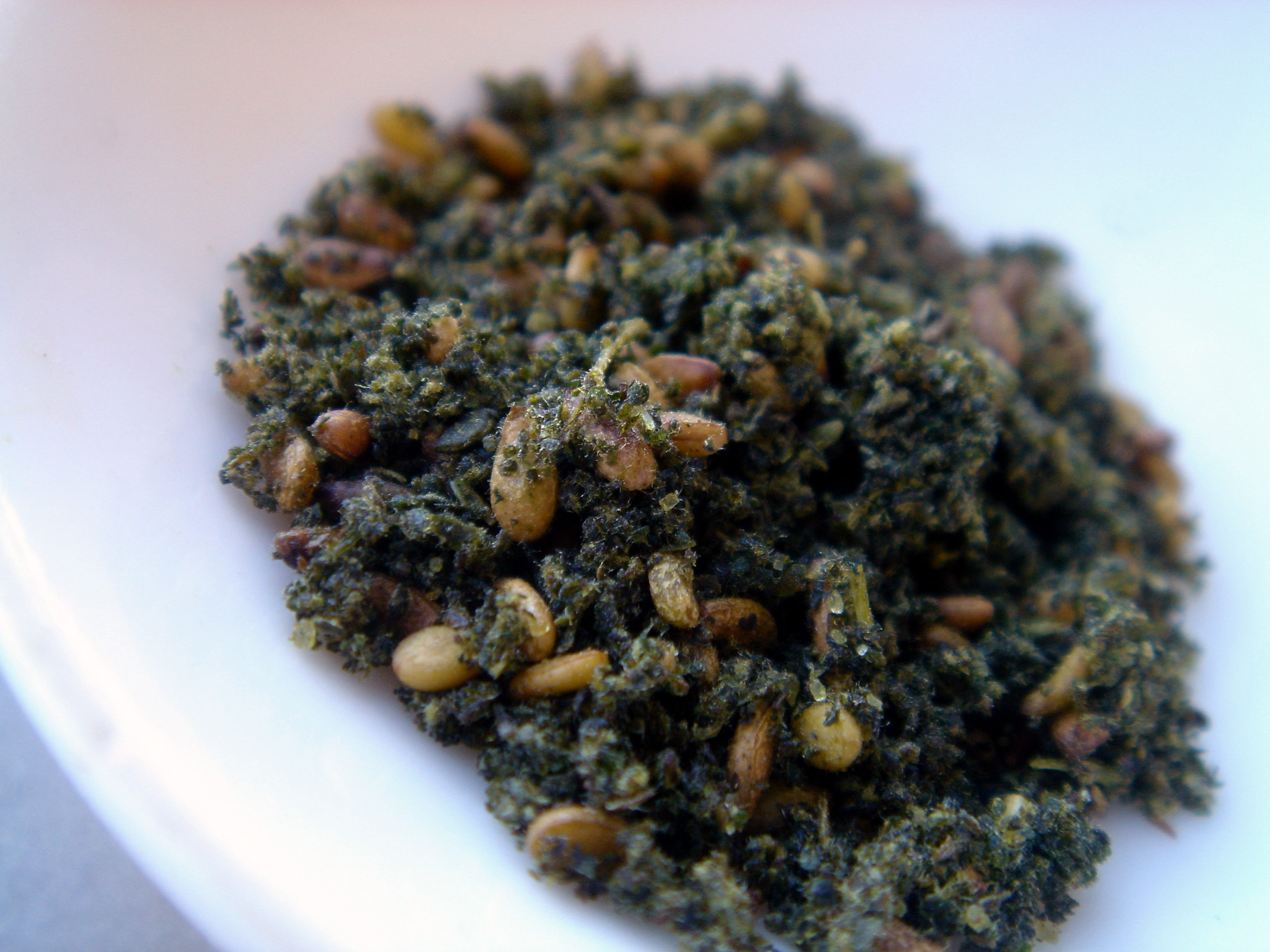
Hình ảnh cận cảnh của Za'atar, một hỗn hợp các loài thảo mộc, vừng và muối

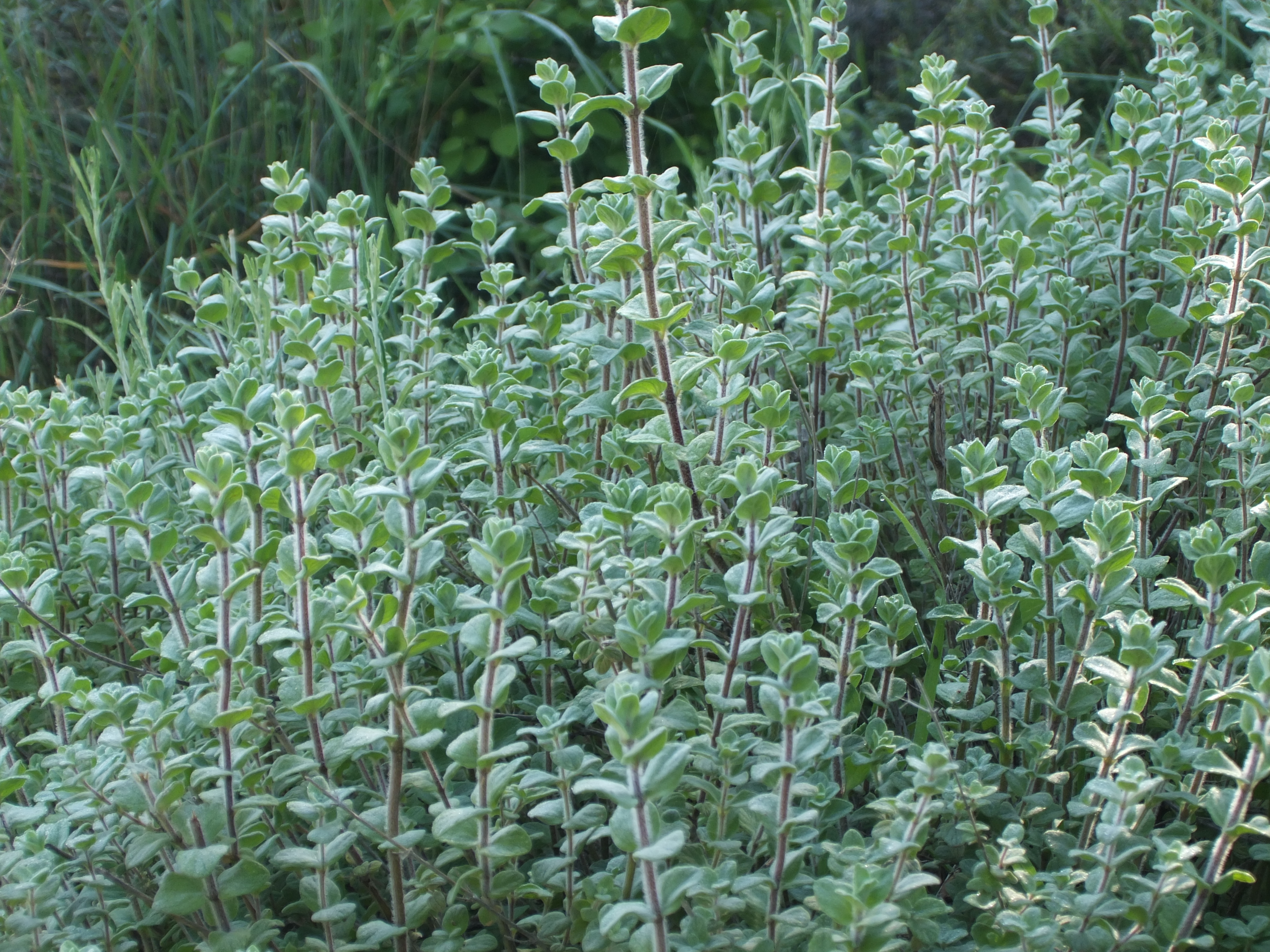
Origanum syriacum lúc mùa xuân

Za'atar (tiếng Ả Rập: زَعْتَر, IPA: [ˈzaʕtar]) là tên gọi chung của một họ loài rau thơm của vùng Trung Đông từ các chi Origanum (oregano, Calamintha (basil thyme), thymus (thường gọi là cỏ xạ hương) và Satureja (savory). Tên gọi Za'atar phần lớn để chỉ Origanum syriacum, loài mà nhiều người coi là cây bài hương (tiếng Hebrew: אזוב phát âm tiếng Hebrew: [eˈzov]). Đây còn là tên một gia vị làm từ các loại thảo mộc khô trộn với vừng, hạt thù du khô, muối cũng như những loại gia vị khác. Bên cạnh việc sử dụng trong Ẩm thực Ả Rập, hỗn hợp thảo mộc và gia vị này còn phổ biến khắp Trung Đông.

## Thuật ngữ

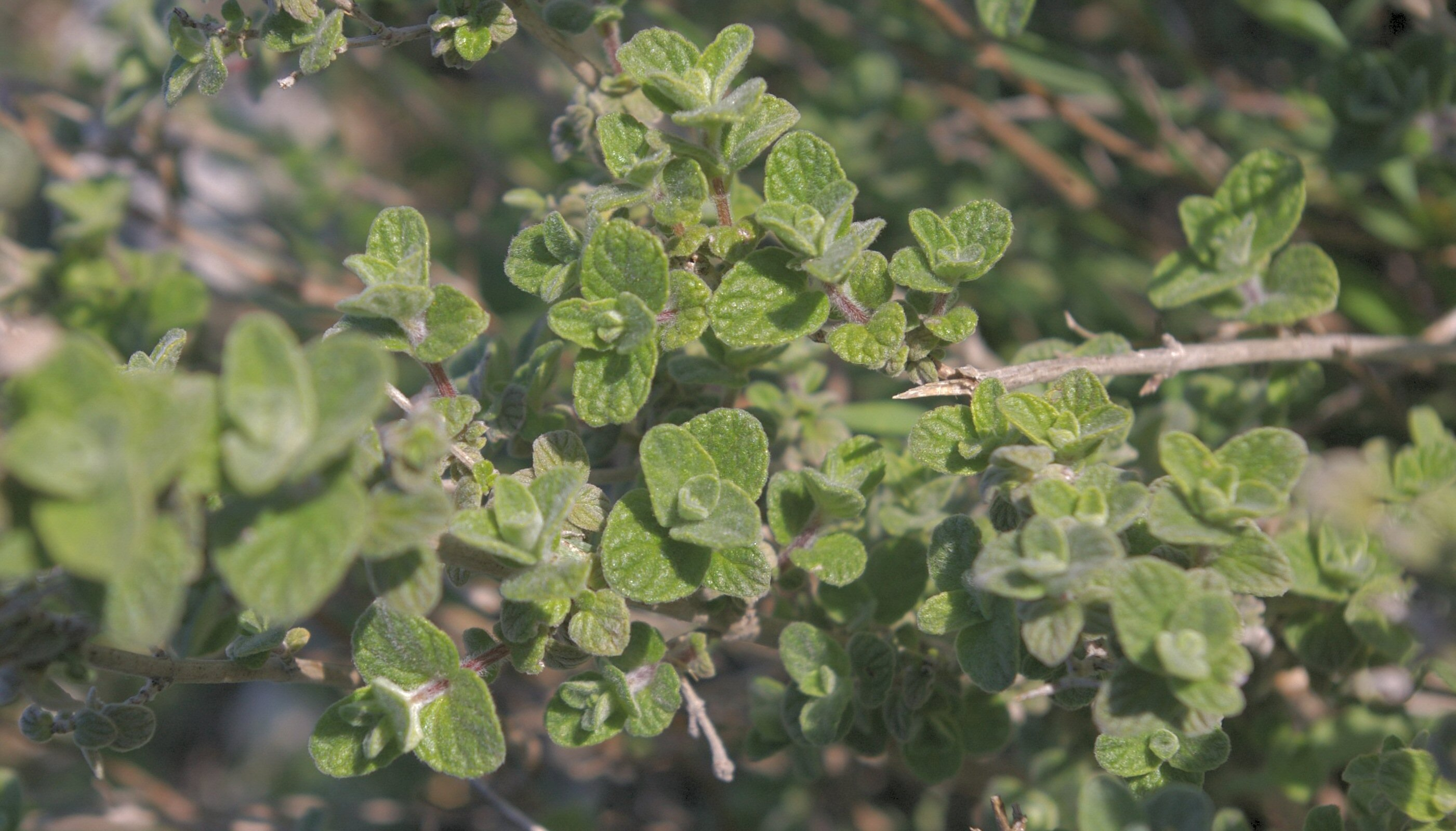
Origanum syriacum

Za'atar được viết lịch sử sơ sài trong một bản tài liệu tham khảo cuối cùng là dùng để làm hỗn hợp gia vị, mặc dù những thuật ngữ chưa xác định trong Bộ sưu tập Yale của người Babylon cũng nói za'atar để chỉ một hỗn hợp gia vị. Theo Ignace J. Gelb, từ theo tiếng Akkad có thể được đọc để chỉ một loại cây hương liệu. Từ này có thể được kiểm chứng trong satre Syriac và za'atar Arabic (hoặc sa'tar), hoặc có thể là nguồn gốc của Satureia Latin. Satureia (Satureja) là tên gọi chung của Satureja thymbra, một loài savory có cả những tên gọi phổ biến và dân tộc khác như "Persian za'atar", "za'atar rumi" (cây bài hương La Mã) và "za'atar franji" (cây bài hương châu Âu).

## Sử dụng làm thuốc
Từ xa xưa, người dân Trung Đông đã sử dụng za'atar để giảm thiểu và loại bỏ những ký sinh trùng bên trong cơ thể. Za'atar sử dụng lượng lớn Thyme (Thymus serpyllum), loại cây chứa phenol và các hợp chất khử trùng bao gồm tinh dầu và anthelmintic thymol.